# Koczeszowka
Koczeszowka (ros. Кочешовка) – wieś (dieriewnia) w Rosji, w Kraju Permskim, w rejonie uińskim. W 2021 liczyła 119 mieszkańców.